# Araeopteron kurokoi
Araeopteron kurokoi är en fjärilsart som beskrevs av Inoue 1958. Araeopteron kurokoi ingår i släktet Araeopteron och familjen nattflyn. Inga underarter finns listade i Catalogue of Life.